# Capunda
Capunda é uma cidade e município angolano que se localiza na província do Malanje.
Anteriormente uma vila-comuna do município de Luquembo, em 5 de setembro de 2024 foi elevada a condição de cidade e município da província do Malanje.
O município é constituído pela comuna-sede, equivalente à cidade de Capunda, e ainda pelas comunas de Quimbango e Cunga Palanga.